# Bietlenheim
Bietlenheim är en kommun i departementet Bas-Rhin i regionen Grand Est (tidigare regionen Alsace) i nordöstra Frankrike. Kommunen ligger i kantonen Brumath som tillhör arrondissementet Strasbourg-Campagne. År 2022 hade Bietlenheim 317 invånare.

## Befolkningsutveckling
Antalet invånare i kommunen Bietlenheim
| Referens: INSEE |